# Teru teru bozu

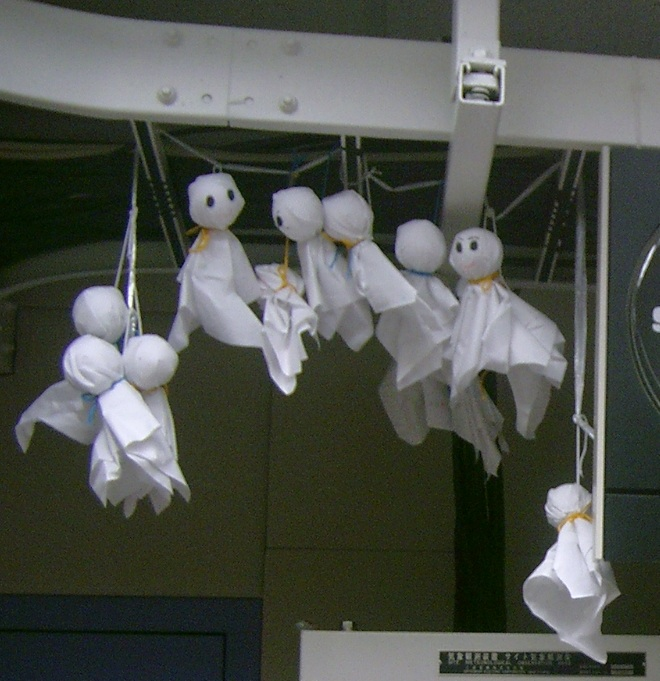
Teru teru bōzu đang treo

Teru teru bouzu (Tiếng Nhật: てるてる坊主) là một loại búp bê truyền thống dùng để cầu thời tiết của Nhật Bản.
Trong tiếng Nhật "teru" (てる) có nghĩa là nắng còn "bouzu" (坊主) là pháp sư nhưng ngày xưa bé trai Nhật thường để đầu trọc nên chúng ta có thể dịch là cậu bé để đầu trọc. Cái tên Teru teru bouzu có nghĩa là cậu bé nắng, phổ biến ở Việt Nam với cái tên Búp bê thời tiết.
Teru teru bouzu trở nên phổ biến từ thời kỳ Edo khi mà trẻ em thành thị thường treo nó lên để cầu nguyện thời tiết tốt cho hôm sau. Thường trước những buổi cắm trại hay hoạt động ngoài trời, búp bê cầu mưa luôn được treo lên để cầu nguyện cho một buổi cắm trại đầy nắng ấm. Khi có ai đó treo ngược đầu búp bê hướng xuống đất có nghĩa là cầu rằng trời sẽ mưa.
Dù vậy, Teru teru bouzu gắn với một lịch sử rất đen tối mà hẳn rất ít người biết đến. Đó là câu truyện về một nhà sư hứa với nông dân là sẽ ngừng mưa và mang đến thời tiết đẹp trong một thời gian dài bởi vì cơn mưa đang phá hoại mùa màng. Nhưng khi nắng không đến và mùa màng thất bát ông đã bị hành hình. Teru teru bouzu được phổ nhạc với cái tên bài hát chính là tên của nó:
| Tiếng Nhật: てるてるぼうず、てるぼうず 明日天気にしておくれ いつかの夢の空のよに 晴れたら銀の鈴あげよ てるてるぼうず、てるぼうず 明日天気にしておくれ 私の願いを聞いたなら 甘いお酒をたんと飲ましょ てるてるぼうず、てるぼうず 明日天気にしておくれ もしも曇って泣いてたら そなたの首をちょんと切るぞ | Romaji: Teru-teru-bōzu, teru bōzu Ashita tenki ni shite o-kure Itsuka no yume no sora no yo ni Haretara kin no suzu ageyo Teru-teru-bōzu, teru bōzu Ashita tenki ni shite o-kure Watashi no negai wo kiita nara Amai o-sake wo tanto nomasho Teru-teru-bōzu, teru bōzu Ashita tenki ni shite o-kure Sore de mo kumotte naitetara Sonata no kubi wo chon to kiru zo | Tạm dịch: Cậu bé nắng ơi cậu bé nắng Xin hãy làm cho ngày mai trời đẹp nhé Đến khi nào trời hửng nắng Tớ sẽ cho cậu một cái chuông vàng Cậu bé nắng ơi cậu bé nắng Xin hãy làm cho ngày mai trời đẹp nhé Nếu cậu nghe được lời cầu xin của tớ Tớ sẽ cho cậu uống rượu sake ngọt Cậu bé nắng ơi cậu bé nắng Xin hãy làm cho ngày mai trời đẹp nhé Nếu ngày mai trời mưa u ám Thì tớ sẽ ngắt đầu cậu đấy |